# Machaerium saraense
Machaerium saraense är en ärtväxtart som beskrevs av Velva Elaine Rudd. Machaerium saraense ingår i släktet Machaerium och familjen ärtväxter. Inga underarter finns listade i Catalogue of Life.